# Etimologia numelui Franței
Numele de Franța provine de la denumirea latină Francia care înseamnă tărâmul Francilor. Francia desemna la origine o regiune din nordul Europei, populată, sau mai degrabă dominată de către poporul războinic germanic ce se numeau ei înșiși Franci. Astfel, Francia la origine nu avea o conotație geo-politică, ci mai mult geografică sau sociologică, similară cu termenele actuale Maghreb sau Balcani. 
Termenul de franci desemnează cel mai probabil o ligă sau o confederație de popoare germanice instalate pe malul drept al Rinului, dincolo de frontierele Imperiului Roman care nu erau supuși nici Imperiului și nici unui alt popor mai important. Originea numelui de franci nu este clară existând mai multe ipoteze:
- cei mai mulți specialiști considerând că provine din termenul frank în limbile proto-germanice ce înseamnă liber, legătura fiind aceea că, deoarece francii erau poporul conducător, ei erau oameni liberi. Totuși, este foarte probabil ca termenul de „frank” să provină din denumirea tribului și nu invers, deoarece varianta latină a termenului francus a apărut cu 200 de ani mai târziu decât prima apariție a francilor.
- o altă origine posibilă este legată de termenul frankon care în limbile protogermanice definește un fel de topoare sau lăncii de aruncat folosite de către franci ca arme, și pare a fi similar cu denumirea dată saxonilor după arma tradițională a acestora numită seax. Cuvântul nu este foarte specific, deoarece este folosit de către Iulius Cezar pentru a identifica diverse triburi galice.
- regii Merovingieni pretindeau că sunt descendenții unui trib ce a migrat din estul Europei și a preluat numele în jurul anului 11 î.Hr. după numele unui șef numit Frankon sau Francio.
- o altă origine este că termenul francus provine din termenul latin frangere ce a frânge. Legătura cu francii este următoarea: în limba proto-francică exista termenul wrakjo (de la care provine termenul francez garçon - băiat) care avea sensul de soldat mic fiind diminutivul termenului wraker ce înseamnă soldat. Traducerea acestui din urmă în limba latină este pornind de la verbul frangere - francus cel care a rupt, distrugătorul, ucigașul. Se presupune că acesta era termenul pe care îl foloseau pentru a se descrie soldații de elită de origine germanică a anumitor cohorte romane staționate în extremitatea nordică a Imperiului. Aceștia, după pensionare se instalau pe malul drept al Rinului unde s-au organizat și unde și-au păstrat numele latin, ei fiind la originea francilor.

Poporul francilor era în principal un popor de războinici și își alegea un șef numit Rex Francorum (Regele Francilor). Din perioada domniei lui Hugo Capet acest termen este folosit în mod strict pentru a face referire la Regatul Franciei. Din 1190 regele începând să poarte denumirea de Rex Francie ce devine mai târziu Roi de France (Regele Franței).